# Mariene ecoregio Zuidelijke Grand Banks-Zuidelijk Newfoundland
De Mariene ecoregio Zuidelijke Grand Banks-Zuidelijk Newfoundland (38) (Engels: Southern Grand Banks–South Newfoundland marine ecoregion) is een biogeografische regio en ligt in het noordwesten van de Atlantische Oceaan in de Mariene provincie Koude Gematigde Noordwestelijke Atlantische Oceaan (5) in het Marien rijk Gematigde Noordelijke Atlantische Oceaan. De mariene ecoregio is vastgesteld door het World Wide Fund for Nature en The Nature Conservancy en is vernoemd naar de Grand Banks van Newfoundland en het eiland Newfoundland.
In het noorden grenst het gebied aan de mariene ecoregio Noordelijke Grand Banks-Zuidelijk Labrador (5) en in het westen aan de mariene ecoregio Saint Lawrencebaai-Oostelijk Scotiaplat (37).

## Geografie
De mariene ecoregio ligt in het noordwesten van de Atlantische Oceaan voor de zuidoostkust van Canada aan de zuidkust van het eiland Newfoundland van de provincie Newfoundland en Labrador en bestaat uit twee gebieden. Het westelijke gebied strekt zich uit van St. Bride's op het schiereiland Avalon van Newfoundland tot aan Cape Ray bij de Straat Cabot. Het oostelijke gebied ligt op de Grand Banks van Newfoundland.
Door het gebied stroomt de Golfstroom/Noord-Atlantische stroom, onderdeel van de Noord-Atlantische gyre, die hier de Labradorstroom ontmoet. Langs de kust stroomt de verlengde Labradorstroom.

## Biogeografie
Het gebied kent zeeleven dat houdt van gematigde temperaturen.